# Michał Żyro
Michał Żyro (Varsovia, Polonia, 20 de septiembre de 1992) es un exfutbolista polaco que jugaba en la posición de delantero. Durante su carrera como profesional jugó en varios clubes de la Ekstraklasa polaca como el Legia de Varsovia, el Korona Kielce, el Pogoń Szczecin, el Stal Mielec, el Piast Gliwice, el Jagiellonia Białystok y el Wisła Cracovia, así como para el Wolverhampton Wanderers y el Charlton Athletic en Inglaterra. Żyro se retiró a la edad de 31 años en el Wisła. Actualmente trabaja como analista y comentarista deportivo. Su hermano Mateusz también es futbolista.

## Selección nacional
Żyro ya jugó previamente en la selección de fútbol de Polonia sub-18, sub-19 y sub-21, y fue convocado por primera vez con la selección absoluta en 2014. El 13 de mayo del mismo año debutó en un partido amistoso frente a Alemania en Hamburgo, entrando en el minuto 53 de partido como sustituto de Sławomir Peszko. El partido concluyó en empate a cero. En total, jugó cuatro partidos defendiendo los colores biało-czerwoni.

## Palmarés

### Títulos nacionales
| Título          | Club              | País    | Año  |
| --------------- | ----------------- | ------- | ---- |
| Copa de Polonia | Legia de Varsovia | Polonia | 2011 |
| Copa de Polonia | Legia de Varsovia | Polonia | 2012 |
| Ekstraklasa     | Legia de Varsovia | Polonia | 2013 |
| Copa de Polonia | Legia de Varsovia | Polonia | 2013 |
| Ekstraklasa     | Legia de Varsovia | Polonia | 2014 |
| Copa de Polonia | Legia de Varsovia | Polonia | 2015 |
| Copa de Polonia | Wisła Cracovia    | Polonia | 2024 |